# Gambeyer
Gambeyer : verbe transitif venant de « gambier », de « gambe » qui signifie « jambe ».
Terme technique maritime, gambeyer signifie faire passer d'un côté à l'autre du mât la vergue d'une voile au tiers ou d'une voile latine lors d'un virement de bord,. 

## Description
C'est une manœuvre qui permet de mettre toute la voile sous le vent du mât afin de l'utiliser à son meilleur rendement.
Pour une voile latine on utilise de préférence l'expression « faire le car » (nom de la partie inférieure de l'antenne); la manœuvre est un peu plus complexe du fait du gréement courant qui comporte 2 manœuvres au point d'amure : l'orse poupe et le davant. 
En général on ne « gambeye » ou « fait le car » qu'avec les voiles au tiers « larges » et les voiles latines « rondes » (p. ex. barque catalane) et, du fait de la faible surface de voilure en avant du mât, plus rarement avec les voiles au tiers amurées à proximité du pied de mât ou les voiles latines « pointues » (p. ex. bettes provençales) qui sont, de plus, souvent dotées d'un foc.
Pour gambeyer – avec une voile au tiers – il faut :
1. choquer la drisse de la voile,
2. libérer la bosse d'amure,
3. faire passer la bosse d'amure de l'autre côté du mât (sous le vent),
4. faire passer la vergue de l'autre côté du mât,
5. ressaisir la bosse d'amure,
6. réétarquer la drisse.

À noter que sur certains bateaux (p. ex. les pinasses du bassin d'Arcachon) le mât est incliné au vent, et il faut le soulever lors de la manœuvre pour le basculer au vent.
Cette manœuvre, s'apparente à un pas de danse, d'où son nom. Dans la voile moderne, la manœuvre qui serait la plus proche est l'empannage sous spinnaker, au changement d'amure du tangon.